# 79. vestlige længdekreds
Den 79. vestlige længdekreds (eller 79 grader vestlig længde) er en længdekreds, der ligger 79 grader vest for nulmeridianen. Den løber gennem Ishavet, Nordamerika, Atlanterhavet, Caribien, Mellemamerika, Sydamerika, Stillehavet, det Sydlige Ishav og Antarktis.